# 彭州石化

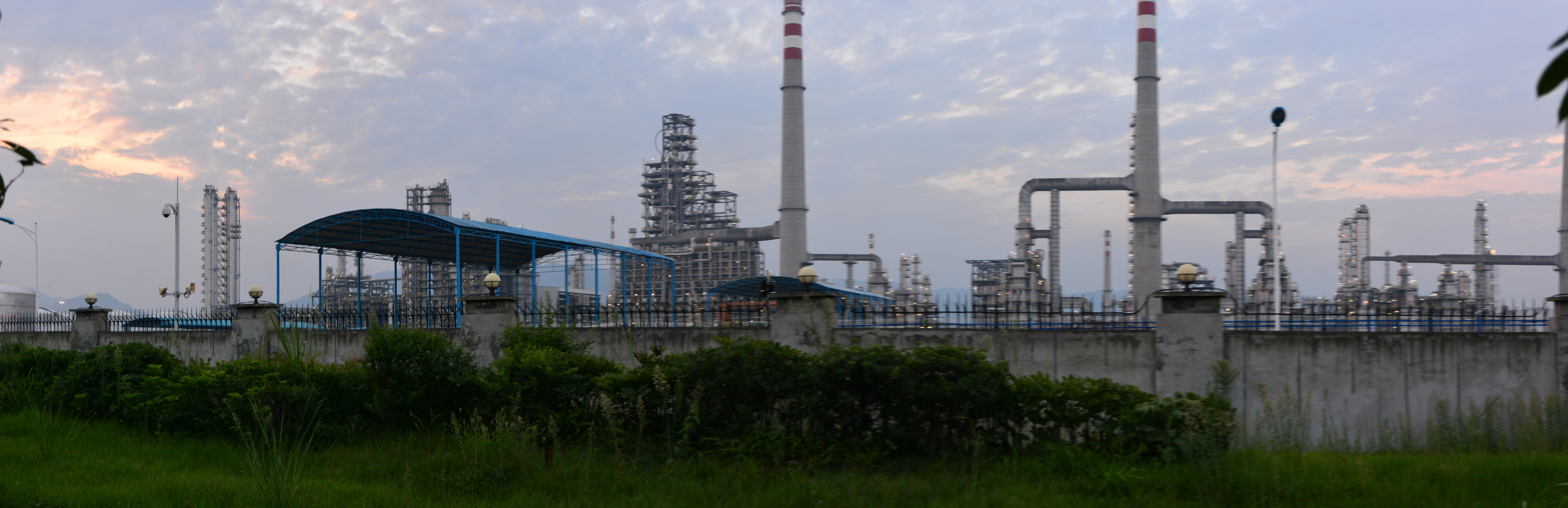
厂房

彭州石化主要指两个项目，即“中国石油四川80万吨/年乙烯工程”及“中国石油四川石化千万吨炼油项目”，均位于四川省彭州市隆丰镇的四川石化基地内，后合并为“中国石油四川石化1000万吨/年炼油与80万吨/年乙烯炼化一体化工程”（简称“炼化一体化工程”）。此项目在建设过程中引起公众极大关注。

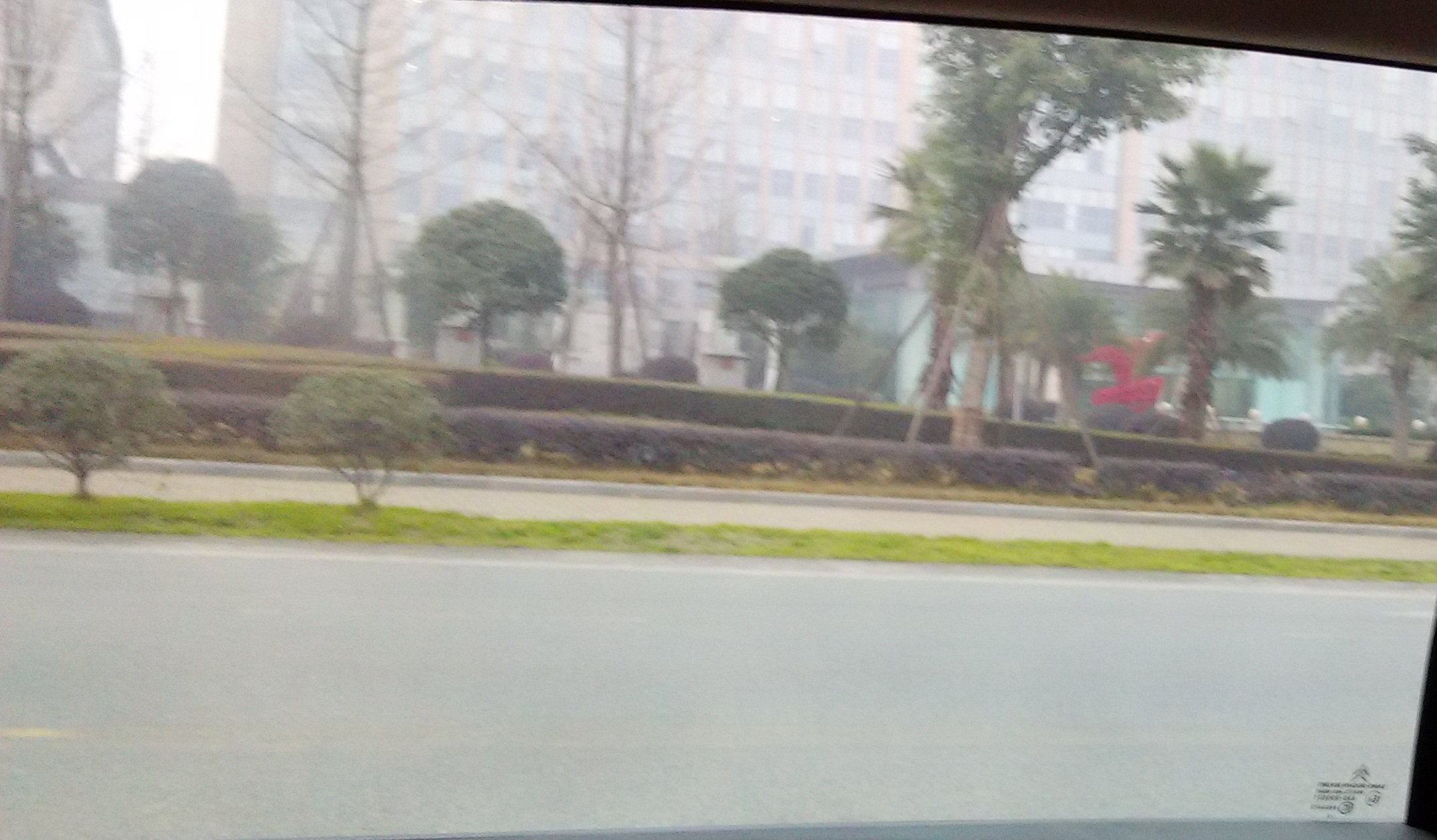
彭州石化办公楼

## 历史
由于长期以来，中国西南地区缺少石化工业，严重制约着地方经济的发展。随着四川经济和社会发展，严重制约并影响着地方经济发展、结构调整和产业升级，对石油石化产品的需求持续增长。而四川是一个贫油省，“疆油入川”的设想也因种种原因搁置。在四川布局乙烯工业，能够改善西南地区大宗石化产品长期依赖沿海调入和海外进口的局面，极大地降低下游加工业的生产成本和人民群众的消费成本。
1988年，四川省提出原油入川建设乙烯项目的决策，被分别纳入国家“七五”、“八五”计划，以及“九五”、“十五”拟建项目计划。1993年，彭州市已经初步被确定为中石油四川石化基地。1999年，周永康任四川省省委书记。周永康提出“分步走”战略，先上乙烯，再建炼油厂的战略。在原四川省委书记周永康、原成都市委书记李长春的推动下，彭州石化于2005年获得国家发改委的批准。2005年1月16日，中国石油集团与四川省就乙烯项目签署合作框架协议。2006年3月7日，中国石油天然气集团公司与四川省人民政府在北京签署千万吨炼油、80万吨乙烯项目合作协议。2006年2月28日，彭州石化项目奠基。受2008年5月12日的汶川大地震影响，彭州石化暂停上马，重新进行环境评估。经过国务院的批准后，彭州石化在原址再建。2010年，成都市宣布只保留乙烯和炼油项目，原定的下游项目全部放到成都西南方向的眉山市境内。2014年1月，彭州石化正式投产。

## 争议
彭州石化自上马以来，遭到了众多反对。2008年与2013年成都市民曾两次走上街头进行抗议。许多民众认为，彭州处于上风上水之地，而且彭州处于地震断裂带上，2008年和2013年两次地震都影响到了彭州,距离成都市区较近，指出选址在成都的上水位彭州建高污染的大型石化城会对成都造成严重环境灾难。对此，四川石化有限责任公司负责人回应道，彭州石化地处沱江流域与成都市的岷江流域几乎没有水交换，成都市主导风向为东北风，因此并不上风上水。彭州石化区内没有断裂通过，场地不存在潜在地震地表破裂危险性，并且厂区是按照8度设防标准设计。成都市市委市政府于2013年4月29日表态：“对彭州石化项目，政府坚持在法定的正式验收之前，不允许企业生产，验收过程将对社会公开，邀请公众参与。”中国石油四川分公司也承诺，不通过环评不投产。

《瞭望东方周刊》曾报道称，环保部的许多专家也曾提出反对意见。他们认为岷江和沱江上游不适合建大型的石化基地，而且沱江下游产业集中，人口密集，已经没有环境容量了。为通过环评，地方官员承诺腾出环境容量，对于环保部的环评专家组提出的异议，均大包大揽下来保证不会出现污染。事实上，那些承诺并没有能够兑现的依据。。

## 中国石油四川石化基地
石化产业园区位于彭州市隆丰镇和丹景山镇，近期规划面积约8.4平方公里，远期规划项目总占地约15.3平方公里，是彭州工业开发区的一部分（百度地图）。基地内的道路交通实行人货分流。拟用15年分三个建设期将该区建成千万吨炼油、百万吨乙烯、百万吨芳烃的“国际先进、国内一流”，节约型、生态化现代大型石油化工基地。
规划中三期的划分为：第一期（2005—2010年，起步阶段），新建80万吨/年乙烯装置；第二期（2010—2015年，发展阶段），建成1000万吨/年炼油装置；第三期（2015—2020年，扩展阶段），主要发展石化下游产业。中共成都市委副书记唐川平在2010年4月22日举行的“2010商界领袖成都论坛”上透露，彭州石化的下游项目将落户眉山，石化产业园区内只保留炼化一体化项目。
石化基地原有土地状况为河滩地，北侧为马牧河（Google卫星图），也称为小石河，下游为鸭子河，最终汇入沱江。经调查，该化工厂的建设在2013和2008年受到附近市民的反对，但当地政府采取强制手段建设并投产。该化工厂的建设在2013和2008年受到附近市民的反对，但当地政府采取强制手段建设并投产。上游支流小石河、鸭子河和西河水库水质良好，从北河至沱江干流各断面参与评价的水质参数分别有超标现象，说明沱江水质已受到一定的污染。预测结果均表明，由于平均风速较低，石化基地大气环境容量有限。规划环评认为：“鉴于隆丰镇地处四川石化基地主导风下风向，为满足卫生防护距离规定要求，现集镇建成区应逐步实施搬迁；鉴于军乐镇、人民渠北已建安置搬迁居住点等地处四川石化基地主导风侧风向，距离大于3km，拟维持现状限制发展，不扩大居民规模，有条件时根据发展需要逐渐搬迁。”1000万吨/年炼油项目环评报告认为，由于项目厂址位于四川盆地，静风频率高，低空扩散条件较差，本项目排放的污染物主要分布在项目区内，对项目区外特别是成都市环境空气影响不大。

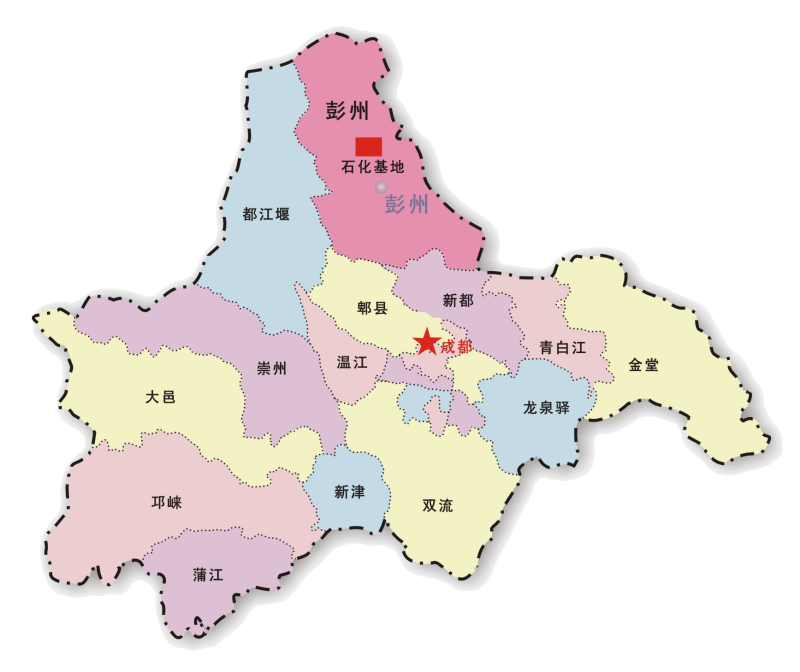
石化基地位置

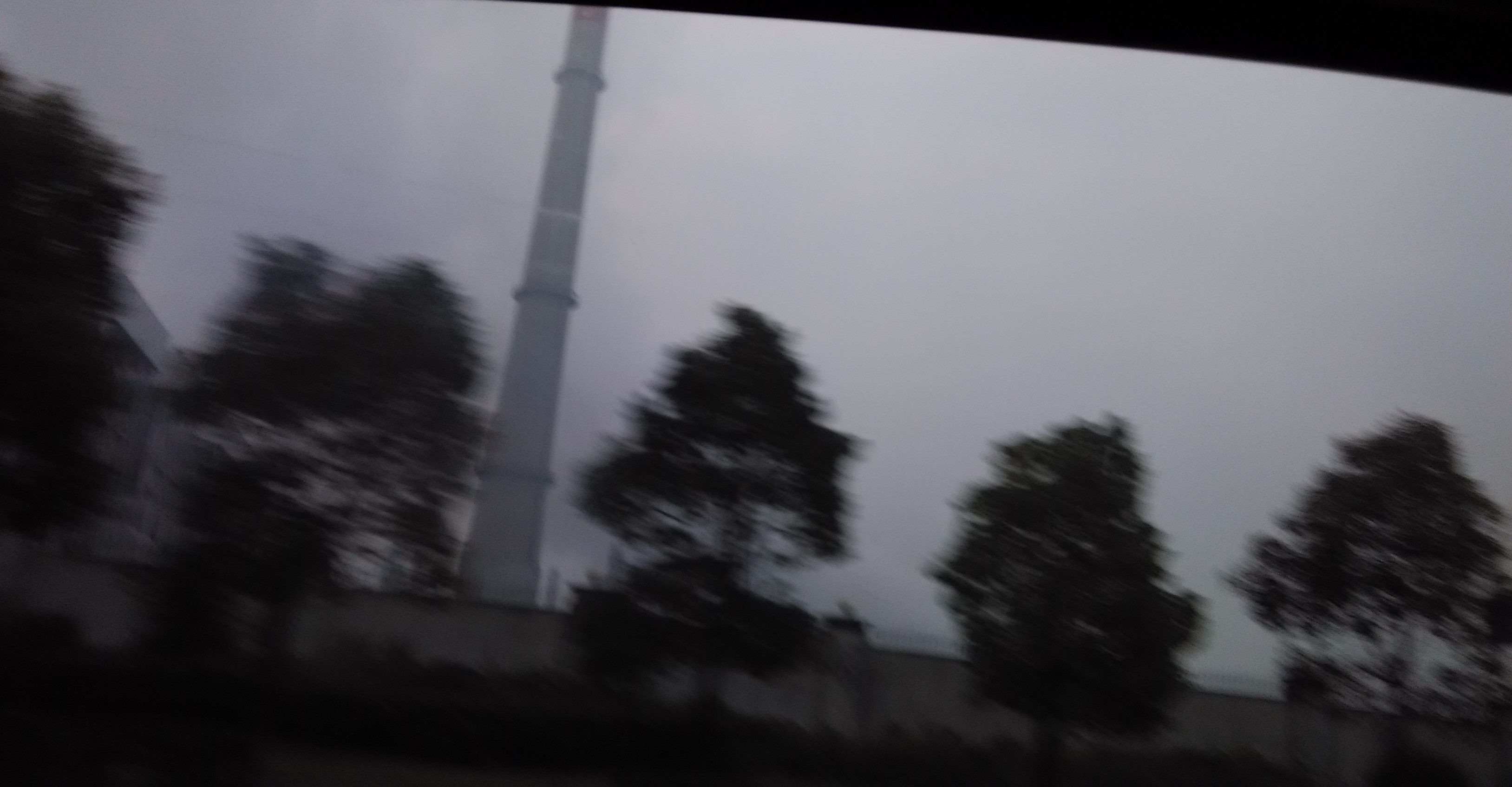
炼油厂的烟囱

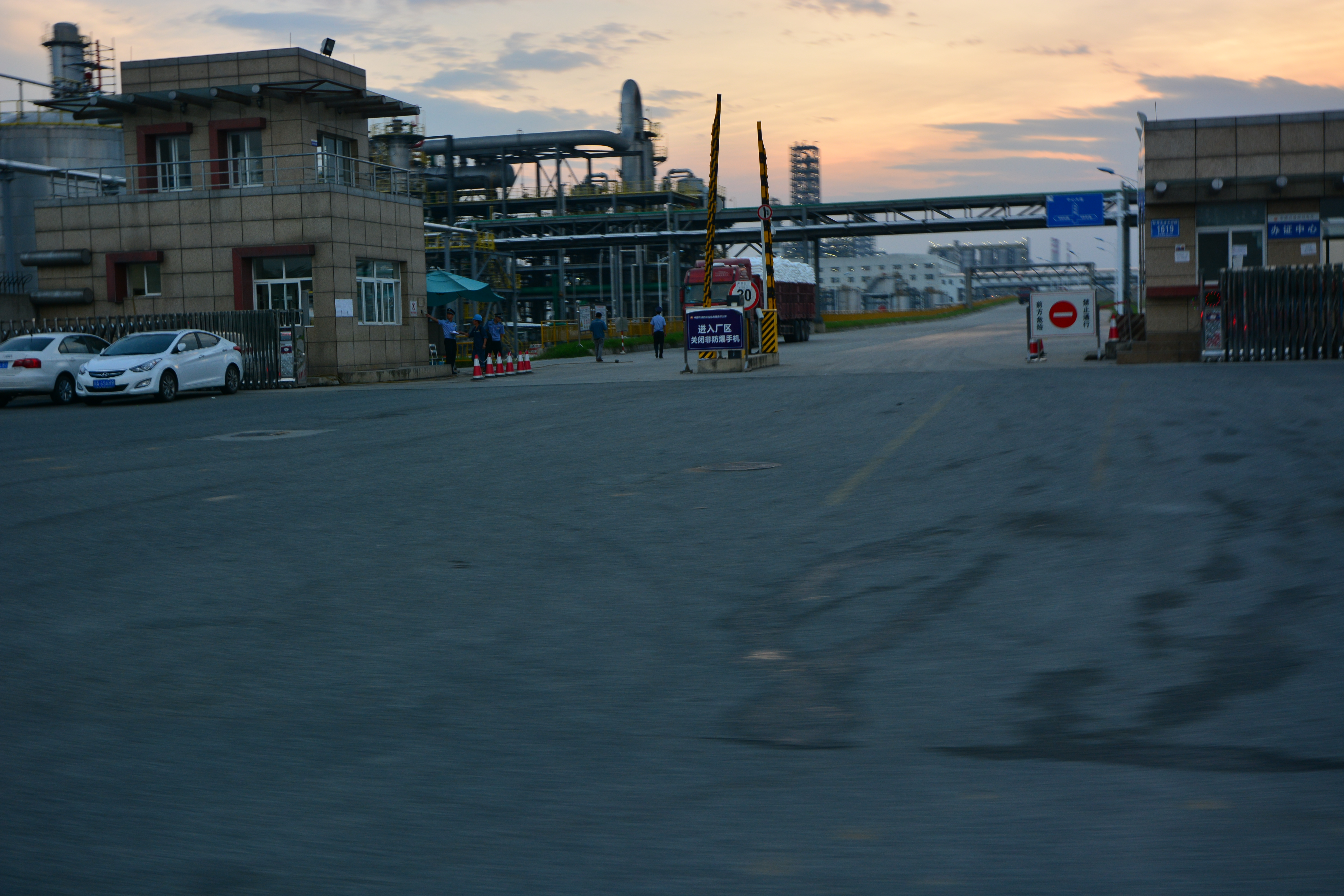
Gate of the Chamical Plant in Pengzhou ,Sichuan

## 炼化一体化工程项目概况
由中国石油天然气股份有限公司（国有控股企业）和四川省成都石油化工有限公司共同出资建设，按照股份制企业模式进行管理和经营，合作年限为50年；基地规划建设二期工程，分别为80万吨/年乙烯工程和1000万吨/年炼油工程。
1000万吨炼油工程总占地面积为1.6407平方公里，工程总投资合计169亿元人民币；中国石油天然气股份有限公司占75%，四川省成都石油化工有限公司占25%，其中建设投资158.4665亿元，环境保护方面投资约需31.7724亿元，环保投资比例约为20.05%。80万吨乙烯项目预算投资183亿元人民币。
炼化一体化项目原油设计平均硫含量为1.03%，汽油产品质量为国IV标准，含主体生产装置共24套及配套公用工程，部分列表如下：
1. 1000万吨/年常减压蒸馏装置
2. 300万吨/年渣油加氢脱硫装置
3. 220万吨/年蜡油加氢裂化装置
4. 350万吨/年柴油加氢精制装置
5. 250万吨/年重油催化裂化装置（ 部分采用RIPP多产异构烷烃的工艺技术(MIP)，增加轻烃回收单元）
6. 60万吨/年气体分馏
7. 19万吨/a年MTBE装置（两套，一套9万吨/年，一套10万吨/年）
8. 200万吨/年连续重整
9. 60万吨/年PX装置
10. 6.5万吨/年丁烯-1
11. 80万吨/年乙烯装置
12. 35万吨/年汽油加氢装置
13. 35万吨/年芳烃抽提装置
14. 15万吨/年丁二烯装置
15. 30万吨/年线性低密度聚乙烯装置
16. 30万吨/年高密度聚乙烯装置
17. 45万吨/年聚丙烯装置（DOW Chemical公司的Unipol气相法聚合专利工艺技术，原为30万吨/年）
18. 36万吨/年环氧乙烷/乙二醇装置（荷兰SHELL公司的直接氧化法）
19. 15万吨/年精环氧乙烷（EO）生产线
20. 10万立方米/小时合成气/制氢装置（7万立方米/小时制氢装置与丁辛醇装置的合成气单元合并）
21. 6万立方米/小时PSA装置
22. 10万吨/年硫磺回收联合装置（催化烟气脱硫在采用硫转移剂基础上，增加湿法碱式脱硫，降低二氧化硫排放）
23. 丙烯酸及酯、双酚A和苯酚丙酮装置（停建）
24. 5×420锅炉（四开一备）、4×50MW发电机组
25. 6.5万立方米事故污水贮池和消防污水贮池

## 炼化一体化工程建设情况
80万吨/年乙烯工程项目由国家发改委于2005年12月13日正式下达核准通知，2006年2月28日奠基。1000万吨／年炼油项目于2008年4月中旬正式获得国家核准，并于同年开始建设。2013年4月项目主体已经基本建设完成。5月21日，芳烃联合装置工程完成交接（包括年200万吨重整、年65万吨对二甲苯、9万标准立方米每小时氢气提纯三套装置）。

## 石化基地中的其他项目
中国石油四川石化100万立方米原油储备库工程，位于四川石化基地西北侧围墙外，该原油储备库与石化基地炼油项目原油罐区和兰州到成都原油长输管道末站相邻。新建原油储备库包含10个容积为10×10万立方米的双盘式浮顶油罐，工程总占地面积291875m2，工程总投资为97285.08万元人民币。

## 下游项目
华峰集团重庆涪陵区白涛化工园区年产64万吨己二酸项目、红塔塑胶（成都）有限公司成都生产基地等均将与彭州石化项目形成上下游供应关系。

## 污染物排放
根据四川省环保厅厅长于会文的报告，彭州石化二氧化硫最高年排放量860吨，占成都市当年总量的1.9%，氮氧化物最高年排放量3100吨，占成都市当年排放总量的3.7%，挥发性有机物最高年排放量8900吨，占成都市当年排放总量的2.3%，化学需氧量110吨，占成都市当年最排放量的0.1%，氨氮排放量1.1吨，占成都市当年总量的0.1%。彭州石化相当于一座60万千瓦的火电厂一年满负荷的排放量。为防控污染物排放，成都市在彭州石化设置了监测子站，24小时实时在线监测，专人驻点监测，执法人员全天候紧盯排放。根据检测数据，彭州排放的各类污染物都是在标准范围内的。发布的内容包括：石化园区空气子站实时环境空气质量指数AQI指数、24小时内环境空气质量指数AQI指数变化情况、石化园区空气子站及隆丰镇空气子站(石化园区常年下风向空气质量检测观测站)二氧化硫、二氧化氮、一氧化碳、臭氧、可吸入颗粒物、细颗粒物，六项参数实时浓度数据以及AQI指数。